# Víťaz
Víťaz est un village de Slovaquie situé dans la région de Prešov.

## Histoire
Première mention écrite du village en 1272.

## Démographie

### Évolution de la population
| Année:               | 1994. | 2004.   | 2014.   | 2024.   |
| -------------------- | ----- | ------- | ------- | ------- |
| Nombre de personnes: | 1768  | 1937    | 2056    | 2040    |
| Différence:          |       | +9,55 % | +6,14 % | -0,77 % |

| Année:               | 2023. | 2024.   |
| -------------------- | ----- | ------- |
| Nombre de personnes: | 2018  | 2040    |
| Différence:          |       | +1,09 % |